# Anjangaon
Anjangaon è una città dell'India di 51.163 abitanti, situata nel distretto di Amravati, nello stato federato del Maharashtra. In base al numero di abitanti la città rientra nella classe II (da 50.000 a 99.999 persone).

## Geografia fisica
La città è situata a 21° 10' 49 N e 77° 19' 06 E.

## Società

### Evoluzione demografica
Al censimento del 2001 la popolazione di Anjangaon assommava a 51.163 persone, delle quali 26.553 maschi e 24.610 femmine. I bambini di età inferiore o uguale ai sei anni assommavano a 7.467, dei quali 3.896 maschi e 3.571 femmine. Infine, coloro che erano in grado di saper almeno leggere e scrivere erano 37.580, dei quali 20.338 maschi e 17.242 femmine.